# Canuto Boloqui
Canuto Boloqui Álvarez (Oviedo, 1900-Palma de Mallorca, 1984) fue un militar y político español.

## Biografía
Nació en Oviedo en 1900. Ingresó en el Ejército y se trasladó al norte de África, donde realizó su servicio militar. Posteriormente regresaría a Asturias, donde ingresó como maestro-armero en la fábrica de armas de La Vega. Tras pasar una etapa en Marruecos y tomar parte en varias acciones militares, cayó enfermo y fue enviado a Mahón.
Algún tiempo después fue destinado a Inca, donde le sorprendió la proclamación de la Segunda República. Acogido a la Ley Azaña, se retiraría del ejército, si bien mantuvo contacto con algunos de los elementos más derechistas de la Falange. Ingresó en Falange en 1934, convirtiéndose en el jefe de la Falange de Inca. Participó activamente en la conspiración militar contra la República. Llegó a conseguir reunir más de un centenar de pistolas —con su correspondiente munición— en Inca.
Al comienzo del golpe de Estado de julio de 1936 lideró la toma del Ayuntamiento y la central telefónica de Inca. Tomaría parte en los combate que siguieron al desembarco republicano en Mallorca, en el frente de Manacor, donde tendría una actuación destacada. Fue partidario de la «unificación» entre falangistas y carlistas, lo que le llevaría a enemistarse con el líder falangista Alfonso de Zayas y de Bobadilla. Ejerció como jefe provincial de la recién creada FET y de las JONS en Toledo, entre 1937 y 1938. Amigo personal del militar Ladislao López Bassa, a mediados de 1938 fue nombrado jefe provincial de Falange en Mallorca. En su nombramiento López Bassa habría tenido un importante papel, aunque este fue mal recibido por algunos círculos falangistas mallorquines. Ostentó este puesto hasta 1941.
En 1941 fue nombrado delegado provincial en Baleares del Instituto Nacional de la Vivienda por José Antonio Girón de Velasco, cargo que ejerció hasta 1957, cuando sería nombrado delegado provincial del Ministerio de Vivienda por José Luis de Arrese. Falleció en Palma de Mallorca en 1984.